# The American Journal of Dermatopathology
Das American Journal of Dermatopathology, abgekürzt Am. J. Dermatopath., ist eine wissenschaftliche Fachzeitschrift, die vom Lippincott Williams & Wilkins-Verlag im Auftrag der International Society of Dermatopathology veröffentlicht wird. Die Zeitschrift erscheint mit zwölf Ausgaben im Jahr. Es werden Arbeiten veröffentlicht, die sich mit histopathologischen, immunhistochemischen und molekularen Untersuchungstechniken von Hauterkrankungen beschäftigen.
Der Impact Factor lag im Jahr 2020 bei 1,533. Nach der Statistik des ISI Web of Knowledge wird das Journal mit diesem Impact Factor in der Kategorie Dermatologie an 34. Stelle von 63 Zeitschriften geführt.